# Real Madrid CF mùa giải 2013–14
Mùa giải 2013-14 là mùa giải thứ 110 trong lịch sử Real Madrid và mùa giải thứ 83 của họ tại La Liga, giải đấu danh giá nhất Tây Ban Nha. Nó diễn ra trong khoảng thời gian từ ngày 1 tháng 7 năm 2013 tới ngày 30 tháng 6 năm 2014.
Đây là một mùa giải thành công của đội bóng. Đội bóng về vịtrí thứ 3 La Liga, tham gia UEFA Champions League lần thứ 17 liên tiếp, và giành 4 cúp Vô địch: giành danh hiệu thứ 10 Cúp UEFA Champions League (Decima - kỉ lục châu Âu) (sau khi thắng Atlético de Madrid 4 - 1), vô địch Copa del Rey. (sau khi thắng Barca 2 -1), giành Siêu cúp châu Âu và Cúp Thế giới Các CLB FIFA World Cup Club. Hiện áo đấu của Real Madrid được tài trở bởi hãng hàng không Emirates, thay vì Bwin.com.

## Tổng quan về mùa giải

### Trước mùa giải
Real Madrid khởi đầu mùa giải với việc huấn luyện viên Jose Mourinho chuyển tới Chelsea F.C. Vào ngày 25 tháng 6, Carlo Ancelotti, vốn là huấn luyện viên Paris Saint-Germain F.C., trở thành huấn luyện mới của câu lạc bộ với hợp đồng ba năm. Ông bắt đầu họp báo, và ra mắt trước dư luận vào ngày 26 tháng 6.
Ngày 3 tháng 6, Real Madrid có được bản hợp đồng đầu tiên sau sự quay lại của Daniel Carvahal từ Bayer 04 Leverkusen với giá €6.5 triệu.
Ngày 10 tháng 6, Real Madrid chiêu mộ thành công Casemiro từ São Paulo FC với gia €6 triệu.
Ngày 27 tháng 6, Real Madrid có được chữ ký quan trong đầu tiên khi chiêu mộ được Isco từ Málaga CF với giá €27 triệu.
Ngày 10 tháng 7, Real Madrid xác nhận ra hạn hợp đồng với Nacho Fernández thêm 4 năm.
Ngày 11 tháng 7, José Callejón chuyển tới S.S.C. Napoli với giá €10 triệu.
Ngày 12 tháng 7, Asier Illarramendi từ Real Sociedad trở thành bản hợp đồng thứ tư của Real Madrid, sau khi ký một bản sáu năm với giá €32.2 triệu.
Ngày 21 tháng 7, Real Madrid chập nhận nhả Raúl Albiol tới S.S.C. Napoli với giá € 11 triệu.
Ngày 24 tháng 7, Real Madrid xác nhận ra hạn hợp đồng với Jesé Rodríguez thêm 4 năm, ban lãnh đạo S.S.C. Napoli xác nhận chiêu mộ Gonzalo Higuaín với một bản hợp đồng 5 năm.
Ngày 25 tháng 7, Real Madrid xác nhận ra hạn hợp đồng với Denis Cheryshev thêm 4 năm.

## Cầu thủ

### Đội hình hiện tại
| S  | Vị trí | Quốc tịch | Tên                        | Tuổi | EU     | Kể từ           | Số trận | Bàn thắng | Kết thúc | Giá chuyển nhượng | Ghi chú                    |
| -- | ------ | --------- | -------------------------- | ---- | ------ | --------------- | ------- | --------- | -------- | ----------------- | -------------------------- |
| 1  | TM     | ESP       | Iker Casillas (đội trưởng) | 44   | EU     | 1999            | 654     | 0         | 2017     | Đội trẻ           |                            |
| 2  | HV     | FRA       | Raphaël Varane             | 32   | EU     | 2011            | 48      | 4         | 2017     | €10 triệu         |                            |
| 3  | HV     | POR       | Pepe                       | 42   | EU     | 2007            | 199     | 5         | 2016     | €30 triệu         | Quốc tịch thứ hai: Brazil  |
| 4  | HV     | ESP       | Sergio Ramos (đội phó)     | 39   | EU     | 2005            | 352     | 41        | 2017     | €28 triệu         |                            |
| 5  | HV     | POR       | Fábio Coentrão             | 37   | EU     | 2011            | 63      | 1         | 2017     | €30 triệu         |                            |
| 6  | TV     | GER       | Sami Khedira               | 38   | EU     | 2010            | 126     | 8         | 2015     | €12 triệu         | Quốc tịch thứ hai: Tunisia |
| 7  | TĐ     | POR       | Cristiano Ronaldo          | 39   | EU     | 2009            | 119     | 29        | 2015     | €80 triệu         | Quốc tịch thứ hai: Italia  |
| 9  | TĐ     | FRA       | Karim Benzema              | 37   | EU     | 2009            | 183     | 87        | 2015     | €35 triệu         | Quốc tịch thứ hai: Algérie |
| 11 | TĐ     | WAL       | Gareth Bale                | 35   | EU     | 2013            | 3       | 1         | 2019     | €91 triệu         |                            |
| 12 | HV     | BRA       | Marcelo (đội phó)          | 37   | EU     | 2007 (mùa đông) | 228     | 17        | 2018     | €6.5 triệu        | Quốc tịch thứ hai: TBN     |
| 14 | TV     | ESP       | Xabi Alonso                | 43   | EU     | 2009            | 192     | 6         | 2014     | €30 triệu         |                            |
| 15 | HV     | ESP       | Daniel Carvajal            | 33   | EU     | 2013            | 0       | 0         | 2019     | €6.5 triệu        | vốn có gốc từ đội trẻ      |
| 17 | HV     | ESP       | Álvaro Arbeloa             | 42   | EU     | 2009            | 164     | 3         | 2016     | €4.5 triệu        | vốn có gốc từ đội trẻ      |
| 18 | HV     | ESP       | Nacho Fernández            | 35   | EU     | 2012            | 16      | 0         | 2017     | Đội trẻ           |                            |
| 19 | TV     | CRO       | Luka Modrić                | 39   | EU     | 2012            | 53      | 4         | 2017     | €30 triệu         |                            |
| 21 | TĐ     | ESP       | Álvaro Morata              | 32   | EU     | 2012            | 18      | 2         | 2015     | Đội trẻ           |                            |
| 22 | TV     | ARG       | Ángel di María             | 37   | Non-EU | 2010            | 136     | 25        | 2018     | €25 triệu         |                            |
| 23 | TV     | ESP       | Isco                       | 33   | EU     | 2013            | 0       | 0         | 2018     | €27 triệu         |                            |
| 24 | TV     | ESP       | Asier Illarramendi         | 35   | EU     | 2013            | 0       | 0         | 2019     | €32.2 triệu       |                            |
| 25 | TM     | ESP       | Diego López                | 43   | EU     | 2013 (mùa đông) | 29      | 0         | 2017     | €4 triệu          | vốn có gốc từ đội trẻ      |
| 26 | TV     | BRA       | Casemiro                   | 33   | Non-EU | 2013            | 1       | 0         | 2017     | €6 triệu          | vốn có gốc từ đội trẻ      |
| 29 | TV     | RUS       | Denis Cheryshev            | 34   | EU     | 2013            | 1       | 0         | 2017     | Đội trẻ           |                            |

- Cập nhật lần cuối: 24 tháng 7 năm 2013
- Nguồn:  RealMadrid.com, Chuyển nhượng cầu thủ, các bài viết Wikipedia về cầu thủ (để biết về số áo, số trận, và số bàn thắng), transfermarkt.co.uk (for contracts)
- Sắp xếp theo theo số áo.

### Gia nhập
| Số | Vị trí | Quốc tịch | Tên                | Tuổi | EU     | Chuyển đến từ     | Dưới dạng     | Thời điểm | Thời hạn | Phí chuyển nhượng | TK               |
| -- | ------ | --------- | ------------------ | ---- | ------ | ----------------- | ------------- | --------- | -------- | ----------------- | ---------------- |
| 15 | HV     | ESP       | Daniel Carvajal    | 21   | EU     | Bayer Leverkusen  | Chuyển nhượng | Mùa hè    | 2019     | €6.5 triệu        | Real Madrid C.F. |
| 26 | TV     | BRA       | Casemiro           | 21   | Non-EU | São Paulo         | Chuyển nhượng | Mùa hè    | 2017     | €6 triệu          | Real Madrid C.F. |
| 23 | TV     | ESP       | Isco               | 21   | EU     | Málaga            | Chuyển nhượng | Mùa hè    | 2018     | €27 triệu         | Real Madrid C.F. |
| 24 | TV     | ESP       | Asier Illarramendi | 23   | EU     | Real Sociedad     | Chuyển nhượng | Mùa hè    | 2019     | €32.2 triệu       | Real Madrid C.F. |
| 16 | TV     | ESP       | Jesé Rodríguez     | 20   | EU     | đội trẻ           | Đưa lên       | Mùa hè    | 2017     | N/A               | Real Madrid C.F. |
| 29 | TV     | RUS       | Denis Cheryshev    | 22   | EU     | đội trẻ           | Đưa lên       | Mùa hè    | 2017     | N/A               | Real Madrid C.F. |
| 11 | TV     | WAL       | Gareth Bale        | 24   | EU     | Tottenham Hotspur | Transfer      | Mùa hè    | 2019     | €91 triệu         | Real Madrid C.F. |

Tổng chi tiêu: €162.7 triệu

### Ra đi
| Số | Vị trí | Tên              | Tuổi | EU | Chuyển đến | Dưới dạng         | Thời điểm | Phí       |
| -- | ------ | ---------------- | ---- | -- | ---------- | ----------------- | --------- | --------- |
| 11 | HV     | Ricardo Carvalho | 35   | EU | AS Monaco  | Chuyển nhượng     | Mùa hè    | Miễn phí  |
|    | TV     | Pedro león       | 26   | EU | Getafe     | Chuyển nhượng     | Mùa hè    | €6 triệu  |
| 15 | TV     | Michael Essien   | 30   | EU | Chelsea    | Hết hợp đồng mượn | Mùa hè    | Không có  |
| 21 | TĐ     | José Callejón    | 26   | EU | Napoli     | Chuyển nhượng     | Mùa hè    | €10 triệu |
| 18 | HV     | Raúl Albiol      | 27   | EU | Napoli     | Chuyển nhượng     | Mùa hè    | €12 triệu |
| 20 | TĐ     | Gonzalo Higuaín  | 25   | EU | Napoli     | Chuyển nhượng     | Mùa hè    | €40 triệu |
| 8  | TV     | Kaká             | 31   | EU | AC Milan   | Chuyển nhượng     | Mùa hè    | Miễn phí  |
|    | TV     | Denis Cheryshev  | 22   | EU | Sevilla    | Cho mượn          | Mùa hè    | Không có  |
| 13 | TM     | Antonio Adán     | 26   | EU | Cagliari   | Chấm dứt hợp đồng | Mùa hè    | Không có  |
| 10 | TV     | Mesut Özil       | 24   | EU | Arsenal    | Chuyển nhượng     | Mùa hè    | €50 triệu |

Tổng thu: €122.4 triệu
Lợi nhuận:  €52.3 triệu

## Các trận đấu giao hữu và chuẩn bị đầu mùa giải
Thắng
      Hòa
      Thua
| 21 tháng 7 năm 2013 Giao hữu | Bournemouth | 0 – 6    | Real Madrid                                                                | Bournemouth, Anh                                                                         |  |
| 20:45 WEST (UTC+01:00)       |             | Chi tiết | Ronaldo 22', 41' · Khedira 43' · Higuaín 47' · Di María 68' · Casemiro 83' | Sân vận động: Sân vận động Goldsands Lượng khán giả: 11,772 Trọng tài: Lee Probert (Anh) |  |

| 24 tháng 7 năm 2013 Giao hữu | Lyon                                       | 2 – 2    | Real Madrid                                          | Lyon, Pháp                                                                           |  |
| 21:00 CEST (UTC+02:00)       | Grenier 20' · Lacazette 51' · Lisandro 62' | Chi tiết | Casemiro 51', 84' · Khedira 68' · Morata 78' (ph.đ.) | Sân vận động: Stade de Gerland Lượng khán giả: 39,342 Trọng tài: Tony Chapron (Pháp) |  |

| 27 tháng 7 năm 2013 Super Matchen | Paris Saint-Germain        | 0 – 1    | Real Madrid              | Gothenburg, Thụy Điển                                                              |  |
| 20:00 CEST (UTC+02:00)            | Matuidi 24' · Verratti 79' | Chi tiết | Benzema 23' · Modrić 37' | Sân vận động: Ullevi Lượng khán giả: 44,262 Trọng tài: Michael Lerjéus (Thụy Điển) |  |

| 1 tháng 8 năm 2013 ICC | Los Angeles Galaxy | 1-3    | Real Madrid                                                      | Glendale, Arizona, Hoa Kỳ |  |
| 19:30 MST (UTC-07:00)  | Villarreal 63'     | Report | Di María 15' · [[Karim Benzema\|Benzema] 51', 74' · Morata 81']] | Sân vận động: Sân vận động Đại học Phoenix Lượng khán giả: 38,922 Trọng tài: Juan Guzman (United States) Cầu thủ xuất sắc nhất trận đấu: Benzema |  |

| 4 tháng 8 năm 2013 ICC | Everton     | 1-2    | Real Madrid            | Los Angeles, California, Hoa Kỳ |  |
| --:-- PDT (UTC-07:00)  | Jelavić 61' | Report | Ronaldo 17' · Özil 31' | Sân vận động: Sân vận động Dodger Lượng khán giả: 40,681 Trọng tài: Matthew Foerster (United States) Cầu thủ xuất sắc nhất trận đấu: Özil |  |

| 7 tháng 8 năm 2013 ICC | Chelsea                                | 1-3    | Real Madrid                                  | Miami Gardens, Florida, Hoa Kỳ |  |
| --:-- EDT (UTC-04:00)  | Ramires 16' · Lampard 37' · Cahill 59' | Report | Marcelo 14' · Ronaldo 31', 57' · Arbeloa 43' | Sân vận động: Sân vận động Sun Life Lượng khán giả: 67,273 Trọng tài: Edvin Jurisevic (United States) Cầu thủ xuất sắc nhất trận đấu: Ronaldo |  |

| 10 tháng 8 năm 2013 Giao hữu | Internazionale | 0-3    | Real Madrid                                      | St. Louis, Missouri, Hoa Kỳ |  |
| 13:00 CDT (UTC-05:00)        | Álvarez 83'    | Report | Kaká 11', 51' · Ronaldo 38' · Álvarez 67' (l.n.) | Sân vận động: Edward Jones Dome Lượng khán giả: 54,184 Trọng tài: Ismail Elfath (United States) Cầu thủ xuất sắc nhất trận đấu: Casemiro |  |

| 22 tháng 8 năm 2013 Cúp Bernabéu | Real Madrid                                               | 5-0    | Al Sadd | Madrid, Tây Ban Nha                                                                                            |  |
| --:-- CEST (UTC+02:00)           | Raúl 23' · Isco 59' · Benzema 79' (ph.đ.) · Jesé 82', 88' | Report |         | Sân vận động: Sân vận động Santiago Bernabéu Lượng khán giả: 85,500 Trọng tài: Carlos Velasco Carballo (Spain) |  |

| 29 tháng 8 năm 2013 Cúp Teresa Herrera | Deportivo La Coruña | 0-4    | Real Madrid                                          | A Coruña, Tây Ban Nha                                                                     |  |
| --:-- CEST (UTC+02:00)                 | Borja 40'           | Report | Kaká 6', 85' · Morata 12' · Casemiro 16' · Nacho 81' | Sân vận động: Estadio Riazor Lượng khán giả: 26,000 Trọng tài: David Pérez Pallas (Spain) |  |

| 2 tháng 1 năm 2014 Friendly | Paris Saint-Germain | 0-1    | Real Madrid | Doha, Qatar |  |
| 17:45 AST (UTC+03:00)       |                     | Report | Jesé 18'    | Sân vận động: Khalifa International Stadium Lượng khán giả: 39,710 Trọng tài: Abdulrahman Al-Jassim (Qatar) Cầu thủ xuất sắc nhất trận đấu: Jesé, López |  |

Cập nhật lần cuối: 31 tháng 7 năm 2013

Nguồn: Bournemouth, PSG, International Champions Cup, Cúp Bernabéu, Cúp Teresa Herrera

## Các giải đấu

### La Liga

#### Vòng bảng
| XH | Đội            | Tr | T | H | T | BT | BB | HS | Đ | Lên hay xuống hạng |
| -- | -------------- | -- | - | - | - | -- | -- | -- | - | ------------------ |
| 15 | Rayo Vallecano | 0  | 0 | 0 | 0 | 0  | 0  | 0  | 0 |                    |
| 16 | Real Madrid    | 0  | 0 | 0 | 0 | 0  | 0  | 0  | 0 |                    |
| 17 | Real Sociedad  | 0  | 0 | 0 | 0 | 0  | 0  | 0  | 0 |                    |

Cập nhật đến 11 tháng 7 năm 2013
Nguồn: ESPN
Quy tắc xếp hạng: 1st points; 2nd head-to-head points; 3rd head-to-head goal difference; 4th head-to-head goals scored; 5th goal difference; 6th number of goals scored; 7th Fair-play points.
(VĐ) = Vô địch; (XH) = Xuống hạng; (LH) = Lên hạng; (O) = Thắng trận Play-off; (A) = Lọt vào vòng sau. 
Chỉ được áp dụng khi mùa giải chưa kết thúc: 
(Q) = Lọt vào vòng đấu cụ thể của giải đấu đã nêu; (TQ) = Giành vé dự giải đấu, nhưng chưa tới vòng đấu đã nêu.

#### Tóm tắt kết quả
Cập nhật lần cuối: 9 tháng 7 năm 2013.

Nguồn: Competitive matches

#### Kết quả từng vòng
| Vòng    | 1 | 2 | 3 | 4 | 5 | 6 | 7 | 8 | 9 | 10 | 11 | 12 | 13 | 14 | 15 | 16 | 17 | 18 | 19 | 20 | 21 | 22 | 23 | 24 | 25 | 26 | 27 | 28 | 29 | 30 | 31 | 32 | 33 | 34 | 35 | 36 | 37 | 38 |
| ------- | - | - | - | - | - | - | - | - | - | -- | -- | -- | -- | -- | -- | -- | -- | -- | -- | -- | -- | -- | -- | -- | -- | -- | -- | -- | -- | -- | -- | -- | -- | -- | -- | -- | -- | -- |
| Sân     | H | A | H | A | H | A | H | A | H | A  | H  | A  | H  | A  | H  | A  | A  | H  | A  | A  | H  | A  | H  | A  | H  | A  | H  | A  | H  | A  | H  | A  | H  | A  | H  | H  | A  | H  |
| Kết quả | W | W | W | D | W | W | L | W | W | L  | W  | W  | W  | W  | W  | D  | W  | W  | W  | W  | W  | D  | W  | W  | W  | D  | W  | W  | L  | L  | W  | W  | W  | W  | D  | D  | L  | W  |
| Vị trí  | 7 | 5 | 4 | 4 | 3 | 3 | 3 | 3 | 3 | 3  | 3  | 3  | 3  | 3  | 3  | 3  | 3  | 3  | 3  | 3  | 3  | 3  | 2  | 2  | 1  | 1  | 1  | 1  | 2  | 3  | 3  | 3  | 2  | 3  | 3  | 3  | 3  | 3  |

Lần cập nhật cuối: 9 tháng 7 năm 2013.
Nguồn: Competitive Matches

Nền: A = Sân khác; H = Sân nhà. Kết quả: D = Hòa L = Thua; W = Thắng; P = Bị hoãn.

#### Các trận
Thắng
      Hòa
      Thua
| 18 tháng 8 năm 2013 1  | Real Madrid              | 2-1    | Real Betis    | Madrid |  |
| 21:00 CEST (UTC+02:00) | - Benzema 26' - Isco 86' | Report | - Molina 14'' | Sân vận động: Sân vận động Santiago Bernabéu Lượng khán giả: 76,870 Trọng tài: Jesus Gil Manzano Cầu thủ xuất sắc nhất trận đấu: Isco, Marcelo |  |

| 26 tháng 8 năm 2013 2  | Granada                                         | 0-1    | Real Madrid                          | Granada |  |
| 21:00 CEST (UTC+02:00) | Piti 55' · Iturra 79' · Brahimi 86' · Mainz 86' | Report | Benzema 10' · Pepe 36' · Marcelo 38' | Sân vận động: Estadio Nuevo Los Cármenes Lượng khán giả: 16,626 Trọng tài: Javier Estrada Fernández (Catalonia) Cầu thủ xuất sắc nhất trận đấu: Benzema, Isco |  |

| 1 tháng 9 năm 2013 3   | Real Madrid                                 | 3-1    | Athletic Bilbao                     | Madrid |  |
| 12:00 CEST (UTC+02:00) | Isco 26', 72' · Khedira 29' · Ronaldo 45+1' | Report | Gurpegui 21' · Beñat 67' · Ibai 79' | Sân vận động: Sân vận động Santiago Bernabéu Lượng khán giả: 72,231 Trọng tài: Carlos Clos Gómez (Aragon) Cầu thủ xuất sắc nhất trận đấu: Modrić, Isco |  |

| 14 tháng 9 năm 2013 4  | Villarreal                                        | 2-2    | Real Madrid                                                 | Villarreal |  |
| 22:00 CEST (UTC+02:00) | Cani 21' · Aquino 34' · Dos Santos 70' · Pina 78' | Report | Nacho 37' · Bale 39' · Ramos 57' · Ronaldo 64' · Morata 77' | Sân vận động: Sân vận động El Madrigal Lượng khán giả: 23,852 Trọng tài: Fernando Teixeira Vitienes (Cantabria) |  |

| 22 tháng 9 năm 2013 5  | Real Madrid                                                     | 4-1    | Getafe                                                   | Madrid |  |
| 19:00 CEST (UTC+02:00) | Pepe 19' · Ronaldo 33' (ph.đ.), 90+3' · Carvajal 42' · Isco 59' | Report | Lafita 5' · Alexis 31' · Míchel 32' 85' · Pedro León 77' | Sân vận động: Sân vận động Santiago Bernabéu Lượng khán giả: 70,063 Trọng tài: David Fernández Borbalán (Andalusia) Cầu thủ xuất sắc nhất trận đấu: Cristiano Ronaldo |  |

| 25 tháng 9 năm 2013 6  | Elche | 1-2    | Real Madrid                                | Elche |  |
| 22:00 CEST (UTC+02:00) | Manu 7' · Botía 34' · Suárez 58' · Coro 60' · Fidel 87' · Boakye 90+1' · Herrera 90+4' · Pérez 90+5' · Sánchez 90+8' | Report | Ramos 9' · Ronaldo 51', 90+6' (ph.đ.), 76' | Sân vận động: Estadio Manuel Martínez Valero Lượng khán giả: 28,754 Trọng tài: César Muñiz Fernández (Asturias) Cầu thủ xuất sắc nhất trận đấu: Ronaldo, López |  |

| 28 tháng 9 năm 2013 7  | Real Madrid                                       | 0-1    | Atlético Madrid                                         | Madrid |  |
| 22:00 CEST (UTC+02:00) | Coentrão 40' · Ramos 67' · Arbeloa 77' · Pepe 80' | Report | Costa 11', 49' · Turan 38' · Koke 43' · Filipe Luís 61' | Sân vận động: Sân vận động Santiago Bernabéu Lượng khán giả: 79,845 Trọng tài: Antonio Mateu Lahoz (Valencian Community) |  |

| 5 tháng 10 năm 2013 8              | Levante                               | 2-3    | Real Madrid                                                               | Valencia |  |
| 20:00 CEST (UTC+02:00) (UTC+02:00) | Diawara 57' · López 80' · El Zhar 86' | Report | Khedira 43' · Arbeloa 50' · Ramos 61' · Morata 90' · Ronaldo 90+4', 90+4' | Sân vận động: Estadi Ciutat de València Lượng khán giả: 24,102 Trọng tài: José Luis González González (Castile and León) Cầu thủ xuất sắc nhất trận đấu: Ronaldo, Morata |  |

| 19 tháng 10 năm 2013 9 | Real Madrid                          | 2-0    | Málaga                                                | Madrid |  |
| 16:00 CEST (UTC+02:00) | Di María 46' · Ronaldo 90+1' (ph.đ.) | Report | Antunes 11' · Eliseu 49' · Sánchez 79' · Weligton 82' | Sân vận động: Sân vận động Santiago Bernabéu Lượng khán giả: 78,362 Trọng tài: Miguel Ángel Ayza Gámez (Valencian Community) Cầu thủ xuất sắc nhất trận đấu: Di María |  |

| 26 tháng 10 năm 2013 10 | Barcelona                                            | 2-1    | Real Madrid                                                                 | Barcelona                                                                                   |  |
| 18:00 CEST (UTC+02:00)  | Busquets 7' · Neymar 19' · Adriano 35' · Sánchez 79' | Report | Ramos 14' · Bale 45' · Khedira 59' · Marcelo 64' · Ronaldo 80' · Jesé 90+1' | Sân vận động: Camp Nou Lượng khán giả: 98,761 Trọng tài: Alberto Undiano Mallenco (Navarre) |  |

| 29/30 tháng 10 năm 2013 11 | Real Madrid | v | Sevilla | Madrid                                       |  |
| CET (UTC+01:00)            |             |   |         | Sân vận động: Sân vận động Santiago Bernabéu |  |

| 2/3 tháng 11 năm 2013 12 | Rayo Vallecano | v | Real Madrid | Madrid                                    |  |
| CET (UTC+01:00)          |                |   |             | Sân vận động: Campo de Fútbol de Vallecas |  |

| 9/10 tháng 11 năm 2013 13 | Real Madrid | v | Real Sociedad | Madrid                                       |  |
| CET (UTC+01:00)           |             |   |               | Sân vận động: Sân vận động Santiago Bernabéu |  |

| 23/24 tháng 11 năm 2013 14 | Almería | v | Real Madrid | Almería                                           |  |
| CET (UTC+01:00)            |         |   |             | Sân vận động: Estadio de los Juegos Mediterráneos |  |

| 30 tháng 11/1 tháng 12 năm 2013 15 | Real Madrid | v | Real Valladolid | Madrid                                       |  |
| CET (UTC+01:00)                    |             |   |                 | Sân vận động: Sân vận động Santiago Bernabéu |  |

| 14/15 tháng 12 năm 2013 16 | Osasuna | v | Real Madrid | Pamplona                       |  |
| CET (UTC+01:00)            |         |   |             | Sân vận động: Estadio El Sadar |  |

| 21/22 tháng 12 năm 2013 17 | Valencia | v | Real Madrid | Valencia                       |  |
| CET (UTC+01:00)            |          |   |             | Sân vận động: Estadio Mestalla |  |

| 4/5 tháng 1 năm 2014 18 | Real Madrid | v | Celta Vigo | Madrid                                       |  |
| CET (UTC+01:00)         |             |   |            | Sân vận động: Sân vận động Santiago Bernabéu |  |

| 11/12 tháng 1 năm 2014 19 | Espanyol | v | Real Madrid | Cornellà de Llobregat                 |  |
| CET (UTC+01:00)           |          |   |             | Sân vận động: Estadi Cornellá-El Prat |  |

| 18/19 tháng 1 năm 2014 20 | Real Betis | v | Real Madrid | Sevilla                                 |  |
| CET (UTC+01:00)           |            |   |             | Sân vận động: Estadio Benito Villamarín |  |

| 25/26 tháng 1 năm 2014 21 | Real Madrid | v | Granada | Madrid                                       |  |
| CET (UTC+01:00)           |             |   |         | Sân vận động: Sân vận động Santiago Bernabéu |  |

| 1/2 tháng 2 năm 2014 22 | Athletic Bilbao | v | Real Madrid | Bilbao                          |  |
| CET (UTC+01:00)         |                 |   |             | Sân vận động: Estadio San Mamés |  |

| 8/9 tháng 2 năm 2014 23 | Real Madrid | v | Villarreal | Madrid                                       |  |
| CET (UTC+01:00)         |             |   |            | Sân vận động: Sân vận động Santiago Bernabéu |  |

| 15/16 tháng 2 năm 2014 24 | Getafe | v | Real Madrid | Getafe                               |  |
| CET (UTC+01:00)           |        |   |             | Sân vận động: Coliseum Alfonso Pérez |  |

| 22/23 tháng 2 năm 2014 25 | Real Madrid | v | Elche | Madrid                                       |  |
| CET (UTC+01:00)           |             |   |       | Sân vận động: Sân vận động Santiago Bernabéu |  |

| 1–3 tháng 3 năm 2014 26 | Atlético Madrid | v | Real Madrid | Madrid                                 |  |
| CET (UTC+01:00)         |                 |   |             | Sân vận động: Estadio Vicente Calderón |  |

| 8–10 tháng 3 năm 2014 27 | Real Madrid | v | Levante | Madrid                                       |  |
| CET (UTC+01:00)          |             |   |         | Sân vận động: Sân vận động Santiago Bernabéu |  |

| 15–17 tháng 3 năm 2014 28 | Málaga | v | Real Madrid | Málaga                            |  |
| CET (UTC+01:00)           |        |   |             | Sân vận động: Estadio La Rosaleda |  |

| 22/23 tháng 3 năm 2014 29 | Real Madrid | v | Barcelona | Madrid                                       |  |
| CET (UTC+01:00)           |             |   |           | Sân vận động: Sân vận động Santiago Bernabéu |  |

| 25–27 tháng 3 năm 2014 30 | Sevilla | v | Real Madrid | Sevilla                                     |  |
| CET (UTC+01:00)           |         |   |             | Sân vận động: Estadio Ramón Sánchez Pizjuán |  |

| 29/30 tháng 3 năm 2014 31 | Real Madrid | v | Rayo Vallecano | Madrid                                       |  |
| CEST (UTC+02:00)          |             |   |                | Sân vận động: Sân vận động Santiago Bernabéu |  |

| 5/6 tháng 4 năm 2014 32 | Real Sociedad | v | Real Madrid | San Sebastián                |  |
| CEST (UTC+02:00)        |               |   |             | Sân vận động: Estadio Anoeta |  |

| 12/13 tháng 4 năm 2014 33 | Real Madrid | v | Almería | Madrid                                       |  |
| CEST (UTC+02:00)          |             |   |         | Sân vận động: Sân vận động Santiago Bernabéu |  |

| 19–21 tháng 4 năm 2014 34 | Real Valladolid | v | Real Madrid | Valladolid                                |  |
| CEST (UTC+02:00)          |                 |   |             | Sân vận động: Estadio Nuevo José Zorrilla |  |

| 26/27 tháng 4 năm 2014 35 | Real Madrid | v | Osasuna | Madrid                                       |  |
| CEST (UTC+02:00)          |             |   |         | Sân vận động: Sân vận động Santiago Bernabéu |  |

| 3/4 tháng 5 năm 2014 36 | Real Madrid | v | Valencia | Madrid                                       |  |
| CEST (UTC+02:00)        |             |   |          | Sân vận động: Sân vận động Santiago Bernabéu |  |

| 10/11 tháng 5 năm 2014 37 | Celta Vigo | v | Real Madrid | Vigo                   |  |
| CEST (UTC+02:00)          |            |   |             | Sân vận động: Balaídos |  |

| 17/18 tháng 5 năm 2014 38 | Real Madrid | v | Espanyol | Madrid                                       |  |
| CEST (UTC+02:00)          |             |   |          | Sân vận động: Sân vận động Santiago Bernabéu |  |

Cập nhật lần cuối: 19 tháng 7 năm 2013
Nguồn: RealMadrid.com, LFP.es, LigaBBVA.com Lưu trữ ngày 2 tháng 10 năm 2012 tại Wayback Machine, RFEF.es Lưu trữ ngày 18 tháng 7 năm 2012 tại Wayback Machine

### Copa del Rey

#### Vòng 32 đội
| 7 tháng 12 năm 2013 Lượt đi | Olímpic de Xàtiva         | 0-0    | Real Madrid               | Xàtiva                                                                                       |  |
| 22:00 CET (UTC+01:00)       | Alcázar 70' · Pifarré 86' | Report | Casemiro 65' · Modrić 81' | Sân vận động: La Murta Lượng khán giả: 8,000 Trọng tài: David Fernández Borbalán (Andalusia) |  |

| 18 tháng 12 năm 2013 Lượt về | Real Madrid                                                                                   | 2-0 (TTS 2-0) | Olímpic de Xàtiva | Madrid |  |
| 21:30 CET (UTC+01:00)        | Illarramendi 16' · Di María 28' (ph.đ.) · Casemiro 49' · Carvajal 67' · Pepe 81' · Jesé 90+3' | Report        | Alcázar 27'       | Sân vận động: Sân vận động Santiago Bernabéu Lượng khán giả: 45,627 Trọng tài: José Antonio Teixeira Vitienes (Cantabria) Cầu thủ xuất sắc nhất trận đấu: Di María, Isco |  |

#### Vòng 1/8
| 9 tháng 1 năm 2014 Lượt đi | Real Madrid                 | 2-0    | Osasuna                | Madrid                                                                                      |  |
| 21:30 CET (UTC+01:00)      | Benzema 19' · Jesé 17', 60' | Report | Oier 18' · Bertrán 83' | Sân vận động: Santiago Bernabéu Lượng khán giả: 63,871 Trọng tài: Pérez Montero (Andalusia) |  |

| 15 tháng 1 năm 2014 Lượt về | Osasuna                       | 0-2 (TTS 0-4) | Real Madrid                                                 | Pamplona                                                                                           |  |
| 21:30 CET (UTC+01:00)       | Riera 8' · Oier 10' · Loé 21' | Report        | Ronaldo 21' · Arbeloa 34' · Coentrão 44' 85' · Di María 56' | Sân vận động: El Sadar Lượng khán giả: 10,403 Trọng tài: Antonio Mateu Lahoz (Valencian Community) |  |

#### Tứ kết
| 21 tháng 1 năm 2014 Lượt đi | Espanyol                    | 0-1    | Real Madrid             | Cornellà de Llobregat                                                                              |  |
| 21:00 CET (UTC+01:00)       | Sánchez 83' · Abraham 90+1' | Report | Benzema 25' · Ramos 72' | Sân vận động: Estadi Cornellà-El Prat Lượng khán giả: 18,050 Trọng tài: Carlos Clos Gómez (Aragon) |  |

| 28 tháng 1 năm 2014 Lượt về | Real Madrid                                   | 1-0 (TTS 2-0) | Espanyol                                   | Madrid |  |
| 21:00 CET (UTC+01:00)       | Jesé 7' · Nacho 41' · Ronaldo 67' · Ramos 86' | Report        | Sánchez 36' 77' · Córdoba 79' · Sidnei 87' | Sân vận động: Santiago Bernabéu Lượng khán giả: 54,500 Trọng tài: José Antonio Teixeira Vitienes (Cantabria) |  |

#### Bán kết
| 5 tháng 2 năm 2014 Lượt đi | Real Madrid                             | 3-0    | Atlético Madrid                                    | Madrid                                                                                       |  |
| 20:00 CET (UTC+01:00)      | Pepe 17', 24' · Jesé 57' · Di María 73' | Report | Diego 27' · Costa 61' · Juanfran 78' · Miranda 88' | Sân vận động: Santiago Bernabéu Lượng khán giả: 77,500 Trọng tài: Carlos Clos Gómez (Aragon) |  |

| 11 tháng 2 năm 2014 Lượt về | Atlético Madrid | 0-2 (TTS 0-5) | Real Madrid                                                           | Madrid                                                                                              |  |
| 21:00 CET (UTC+01:00)       | Miranda 80'     | Report        | Ronaldo 7' (ph.đ.), 16' (ph.đ.), 44' · Illarramendi 36' · Arbeloa 43' | Sân vận động: Vicente Calderón Lượng khán giả: 47,600 Trọng tài: Alberto Undiano Mallenco (Navarre) |  |

#### Chung kết
| 15 tháng 4 năm 2014 Chung kết | Barcelona                                | 1-2    | Real Madrid                                               | Valencia                                                                                           |  |
|                               | Neymar 17' · Mascherano 53' · Bartra 68' | Report | Isco 3' · Di María 11' · Pepe 17' · Bale 85' · Alonso 88' | Sân vận động: Mestalla Lượng khán giả: 55,000 Trọng tài: Antonio Mateu Lahoz (Valencian Community) |  |

### UEFA Champions League

#### Vòng bảng
| Đội         | Tr | T | H | B | BT | BB | HS  | Đ  |
| ----------- | -- | - | - | - | -- | -- | --- | -- |
| Real Madrid | 6  | 5 | 1 | 0 | 20 | 5  | +15 | 16 |
| Galatasaray | 6  | 2 | 1 | 3 | 8  | 14 | −6  | 7  |
| Juventus    | 6  | 1 | 3 | 2 | 9  | 9  | 0   | 6  |
| Copenhagen  | 6  | 1 | 1 | 4 | 4  | 13 | −9  | 4  |

| 17 tháng 9 năm 2013 1  | Galatasaray                                    | 1-6    | Real Madrid                                                      | Istanbul, Thổ Nhĩ Kỳ |  |
| 20:45 CEST (UTC+02:00) | Melo 31' · Amrabat 66' · Bulut 84' · Riera 85' | Report | Isco 33' · Pepe 45' · Benzema 54', 81' · Ronaldo 63', 66', 90+1' | Sân vận động: Türk Telekom Arena Lượng khán giả: 47,669 Trọng tài: Mark Clattenburg (Anh) Cầu thủ xuất sắc nhất trận đấu: Ronaldo |  |

| 2 tháng 10 năm 2013 2  | Real Madrid                                         | 4-0    | Copenhagen                | Madrid, Tây Ban Nha |  |
| 20:45 CEST (UTC+02:00) | Ronaldo 21', 65' · Modrić 44' · Di María 71', 90+1' | Report | Braaten 64' · Delaney 88' | Sân vận động: Santiago Bernabéu Lượng khán giả: 69,347 Trọng tài: Matej Jug (Slovenia) Cầu thủ xuất sắc nhất trận đấu: Modrić |  |

| 23 tháng 10 năm 2013 3 | Real Madrid                                                         | 2-1    | Juventus                                               | Madrid, Tây Ban Nha |  |
| 20:45 CEST (UTC+02:00) | Ronaldo 4', 29' (ph.đ.) · Illarramendi 19' · Modrić 78' · Ramos 89' | Report | Llorente 14' · Vidal 28' · Chiellini 48' · Cáceres 78' | Sân vận động: Santiago Bernabéu Lượng khán giả: 77,856 Trọng tài: Manuel Gräfe (Đức) Cầu thủ xuất sắc nhất trận đấu: Ronaldo |  |

| 5 tháng 11 năm 2013 4 | Juventus                                                   | 2-2    | Real Madrid                                      | Turin, Ý |  |
| 20:45 CET (UTC+01:00) | Vidal 42' (ph.đ.) · Pirlo 44' · Llorente 65' · Bonucci 72' | Report | Modrić 35' · Varane 41' · Ronaldo 52' · Bale 60' | Sân vận động: Sân vận động juventus Lượng khán giả: 40,696 Trọng tài: Howard Webb (Anh) Cầu thủ xuất sắc nhất trận đấu: Ronaldo |  |

| 27 tháng 11 năm 2013 5 | Real Madrid                                                       | 4-1    | Galatasaray          | Madrid, Tây Ban Nha |  |
| 20:45 CET (UTC+01:00)  | Ramos 26' · Bale 37' · Arbeloa 51', 55' · Di María 63' · Isco 81' | Report | Melo 36' · Bulut 38' | Sân vận động: Santiago Bernabéu Lượng khán giả: 67,728 Trọng tài: William Collum (Scotland) Cầu thủ xuất sắc nhất trận đấu: Arbeloa |  |

| 10 tháng 12 năm 2013 6 | Copenhagen  | 0-2    | Real Madrid                                         | Copenhagen, Đan Mạch                                                                                             |  |
| 20:45 CET (UTC+01:00)  | Delaney 89' | Report | Marcelo 18' · Modrić 25' · Ronaldo 48' · Alonso 64' | Sân vận động: Parken Lượng khán giả: 37,241 Trọng tài: Felix Brych (Đức) Cầu thủ xuất sắc nhất trận đấu: Ronaldo |  |

#### Vòng 1/8
| 26 tháng 2 năm 2014 Lượt đi | Schalke 04                         | 1-6    | Real Madrid                                                        | Gelsenkirchen, Đức                                                                                                   |  |
| 20:45 CET (UTC+01:00)       | Höwedes 62' · Huntelaar 72', 90+1' | Report | Benzema 13', 57' · Bale 21', 69' · Di María 29' · Ronaldo 52', 89' | Sân vận động: Veltins-Arena Lượng khán giả: 54,442 Trọng tài: Howard Webb (Anh) Cầu thủ xuất sắc nhất trận đấu: Bale |  |

| 18 tháng 3 năm 2024 Lượt về    | Real Madrid                                      | 3-1 (TTS 9-2) | Schalke 04                      | Madrid, Tây Ban Nha |  |
| 20:45 Giờ Trung Âu (UTC+01:00) | Ronaldo 21', 74' · Illarramendi 58' · Morata 75' | Report        | Hoogland 31' · Papadopoulos 79' | Sân vận động: Santiago Bernabéu Lượng khán giả: 65,148 Trọng tài: Sergei Karasev (Nga) Cầu thủ xuất sắc nhất trận đấu: Ronaldo |  |

#### Tứ kết
| 2 tháng 4 năm 2014 Lượt đi | Real Madrid                      | 3-0    | Borussia Dortmund                    | Madrid, Tây Ban Nha |  |
| 20:45 CEST (UTC+02:00)     | Bale 3' · Isco 27' · Ronaldo 57' | Report | Reus 17' · Kehl 30' · Großkreutz 87' | Sân vận động: Santiago Bernabéu Lượng khán giả: 70,089 Trọng tài: Mark Clattenburg (Anh) Cầu thủ xuất sắc nhất trận đấu: Isco |  |

| 8 tháng 4 năm 2014 Lượt về | Borussia Dortmund                   | 2-0 (TTS 2-3) | Real Madrid                                                          | Dortmund, Đức |  |
| 20:45 CEST (UTC+02:00)     | Reus 24', 37', 75' · Aubameyang 82' | Report        | Ramos 27' · Alonso 31' · Carvajal 68' · Casemiro 83' · Benzema 90+2' | Sân vận động: Signal Iduna Park Lượng khán giả: 65,829 Trọng tài: Damir Skomina (Slovenia) Cầu thủ xuất sắc nhất trận đấu: Reus |  |